# ジョン・アースキン (第25代マー伯爵)
第25代マー伯爵ジョン・トマス・アースキン（英語: John Thomas Erskine, 25th Earl of Mar、1772年 – 1828年9月20日）は、スコットランド貴族。1824年から1825年までアースキン卿の儀礼称号を使用した。

## 生涯
ジョン・フランシス・アースキン（後の第24代マー伯爵）とフランシス・フロイヤー（Frances Floyer、1798年12月20日没、チャールズ・フロイヤーの娘）の息子として、1772年に生まれた。
1795年1月17日、ジャネット・ミラー（Janet Miller、1825年8月25日没、パトリック・ミラーの娘）と結婚、1男2女をもうけた。
- ジョン・フランシス・ミラー（1795年 – 1866年） - 第26代マー伯爵、第11代ケリー伯爵
- フランシス・ジェマイマ（Frances Jemima、1842年6月20日没） - 1830年10月12日、ウィリアム・ジェームズ・グッドイヴ（William James Goodeve、1861年12月22日没）と結婚、子供あり。第26代マー伯爵ジョン・グッドイヴ＝アースキンの母。子孫に第29代マー伯爵ライオネル・ウォルター・アースキン＝ヤングと第30代マー伯爵ジェームズ・クリフトン・オブ・マーがいる
- ジェーン・ジャネッタ（Jane Janetta、1861年5月16日没） - 1830年4月29日、エドワード・ウィルモット・チェットウッド（Edward Wilmot Chetwode、1874年5月9日没）と結婚、子供あり

1825年8月20日に父が死去すると、マー伯爵の爵位を継承した。
1828年9月20日に死去、息子ジョン・フランシス・ミラーが爵位を継承した。